# 廖唯鈞
廖唯鈞（1991年8月27日—），是中華民國女子跆拳道選手，曾獲得2011年世界大學生夏季運動會女子46公斤级銅牌及2012年亞洲跆拳道錦標賽鰭量級金牌。她畢業於國立臺灣體育運動大學。